# کیا ری (خودرو مفهومی ۲۰۱۰)
خودروی مفهومی کیا ری نمونه اولیه خودرویی است که ساخته خودروساز معروف کره‌ای یعنی کیا است، و این خودرو به گونه‌ای طراحی شده‌است که یک خودروی کم مصرف و سازگار با محیط زیست باشد. این خودروی ساخت کیا در نمایشگاه خودرو شیکاگو ۲۰۱۰ معرفی شد، کیا موتورز با کیا ری وارد رقابت خودروهای سبز شد و از این نمونه اولیه هیبریدی پلاگین پرده برداری کرد که می‌تواند از طریق یک پریز برق استاندارد شارژ شود، و به عنوان یک خودروی برقی مسافت‌های زیادی با آن رانندگی کرد.

## بررسی اجمالی
فاصله بین دو محور این خودرو ۱۰۶٫۳ اینچی و طراحی آیرودینامیک است. ابن شرکت ادعا می‌کند که کیا ری می‌تواند تا ۵۰ مایل (۸۰ کیلومتر) بدون شارژ باتری رانندگی کرد. در تلاش برای سازگاری با محیط زیست، لاستیک‌های این خودرو لاغر و باریک هستند و حتی سیستم صوتی آن طوری طراحی شده‌است که برق کمتری مصرف کند. به گفته کار اند درایو، اولین نمایش کیا ری در نمایشگاه خودروی شیکاگو ۲۰۱۰، "نماینده تلاقی جاه طلبانه سبک و فناوری است و مسلماً یکی از قوی‌ترین موانع در این نمایشگاه بود.
این خودرو بخشی از برند فرعی اکو دینامیک کیا موتورز است و به گونه‌ای طراحی شده‌است که انرژی بنزینی معادل ۲۰۲ مایل در هر گالن را با انرژی باتری و برد ۷۴۶ مایل را به عنوان یک هیبرید بنزینی با سرعت ۷۴ مایل در هر گالن دریافت کند. این شرکت می‌گوید نمونه اولیه «با مواد سبک‌وزن و بازیافتی، و همچنین با سلول‌های خورشیدی شش ضلعی بالای سقف تعبیه‌شده در پانل سقف شیشه‌ای که نور اضافی یا سیستم‌های کنترل آب و هوا را تأمین می‌کند» طراحی شده‌است.
در صورتی که این خودرو تولید و به بازار عرضه شود، کیا ری در کلاس کیا اپتیما و هیوندای سوناتا به عنوان یک خودروی اندازه متوسط قرار می‌گیرد و درهای عقب معمولی خواهد بود.